# Ludwig-Erhard-Berufskolleg
Das Ludwig-Erhard-Berufskolleg für Wirtschaft und Verwaltung (eigene Abkürzung: LEB) ist eine Schule mit rund 3.100 Schülern im Ortsteil Nordstadt der Bundesstadt Bonn, im Statistischen Bezirk Ellerviertel.

## Geschichte
Die Schule wurde 1908 als „Fortbildungspflichtschule“ („städtische Obligatorische Fortbildungsschule“) für Handwerker und Kaufleute gegründet. Im Jahr 1911 wurden die gewerbliche (heutiges Heinrich-Hertz-Europakolleg) und die kaufmännische Schule (heutiges LEB) getrennt. Seit 1960 befindet sich letztere am heutigen Standort des LEB neben dem Robert-Wetzlar-Berufskolleg. Die Schule trug bis 1999 den Namen „Kaufmännische Bildungsanstalt“, dann wurde sie, wie alle Schulen ihrer Art in Nordrhein-Westfalen, zum Berufskolleg. Der heutige Name der Schule nimmt Bezug auf Ludwig Erhard, den Mitbegründer des Konzepts der Sozialen Marktwirtschaft, und wurde 1999 eingeführt. Am 24. September 2010 feierte das Ludwig-Erhard-Berufskolleg sein 100-jähriges Bestehen.

## Gebäude
Das Gebäude an der Kölnstraße, in dem das LEB untergebracht ist, wurde zwischen 1957 und 1960 errichtet, geplant wurde es von Joachim Hammerstein im Städtischen Hochbauamt Bonn. Es entstand ursprünglich als Kaufmännische Bildungsanstalt gemeinsam mit den südlicher gelegenen Bildungsanstalten für Frauenberufe, dem heutigen Robert-Wetzlar-Berufskolleg (RWB). Das LEB-Gebäude liegt dabei auf einem tieferen Bodenniveau und ist über eine einheitliche Gartengestaltung mit dem RWB verbunden. Bei dem Gebäude handelt es sich um eine Stahlbetonskelettkonstruktion mit sogenannten Sichtbetonbändern, die durch einzelne mit Ziegeln verblendete Wandteile ergänzt werden.
Das vierstöckige, zum Teil fünfstöckige Schulgebäude mit zurückgesetztem Dachgeschoss besteht aus zwei parallel zueinander versetzten Baukörpern, die durch einen niedrigeren Quertrakt inkl. dem Haupteingang verbunden sind. Das Erdgeschoss ist als offene verglaste Halle ausgebildet. Es besteht eine markante Knickung des südwestlichen Flügels aus der Hauptachse der Anlage. Die Grünanlagen dienen auch als Spielplatz und werden nördlich des Gebäudes vom Rheindorfer Bach (auch Mondorfer Bach) gesäumt.
Der Sportpark Nord liegt 300 Meter nordöstlich des LEB und kann von der Schule genutzt werden. Die beiden schuleigenen Turnhallen werden auch regelmäßig von Vereinen der Stadt genutzt.

„Der ausgedehnte Baukomplex erfährt [durch die großzügigen Grünanlagen] eine notwendige Belebung. Städtebaulich spielt die Gesamtanlage in der wenig ansprechenden Umgebung eine nicht unwichtige Rolle. (…) Etwas unverständlich bleibt die leichte Knickung des südwestlichen Flügels aus der Hauptachse der Anlage.“

## Pädagogische Arbeit
Das schulische Angebot umfasst ein Wirtschaftsgymnasium (seit 2001), eine Fachoberschule FOS12, ab dem Schuljahr 2022/23 die FOS Polizei, eine Höhere Handelsschule, eine einjährige Handelsschule Typ A, eine einjährige Handelsschule Typ B, eine einjährige Ausbildungsvorbereitungsklasse und eine Internationale Förderklasse. Angeboten werden acht duale Bildungsgänge (Bankkaufleute, Kaufleute für Versicherung und Finanzen, Steuerfachangestellte, Fachangestellte für Büromanagement, Immobilienkaufleute, Verwaltungsfachangestellte, Medizinische Fachangestellte und Zahnmedizinische Fachangestellte). Zusammen mit dem Berufsschulabschluss kann im Bereich der Verwaltungsfachangestellten die Fachhochschulreife erworben werden.